# Rhodoreae
Rhodoreae es una tribu de plantas fanerógamas perteneciente a la familia Ericaceae. El género tipo es: Rhodora L. Incluye los siguientes géneros:

## Géneros
- Rhododendron L.
- Therorhodion (Maxim.) Small